# Gymnotus chaviro
Gymnotus chaviro is een straalvinnige vissensoort uit de familie van de mesalen (Gymnotidae). De wetenschappelijke naam van de soort is voor het eerst geldig gepubliceerd in 2009 door Maxime & Albert.